# 우암 송시열 집터
우암 송시열 집터(尤菴 宋時烈 집터)는 서울특별시 종로구에 있는 조선시대 우암이 살던 옛 터로, '우암구기(尤菴舊基)'라고 새겨진 비석이 함께 남아 있다. 1984년 7월 5일 서울특별시의 유형문화재 제57호로 지정되었다.

## 개요
이 곳은 우암 송시열(尤庵 宋時烈: 1607~1689)의 집이 있던 곳이다. 송시열은 주자학의 대가로서 이이의 학풍을 계승한 노론의 영수이자 조선 중기의 대표적인 유학자다. 또 후에 효종이 된 봉림대군의 스승이었고 효종이 왕위에 오르자 정치의 중심인물이 되어 북벌정책을 추진하기도 하였다.
이곳에는 증주벽립(曾朱壁立)'이라는 송시열의 글씨가 새겨진 바위가 있다. 유교의 성현인 증자와 주자의 뜻을 계승하고 받들겠다는 의지를 표현한 것이다. '증주벽립' 외에도 근처에 있는 서울과학고등학교 교정에는 '금고일반(今古一般:예나 지금이나 다름없다.)'과 '영반(詠磐: 올라앉아 시를 읊는 바위)'이라는 송시열의 글씨가 새겨진 바위가 남아 있다.
이 일대는 송동이라 불렸는데, 송시열의 집이 있던 곳이라는 의미다. 이곳은 골짜기가 깊고 꽃나무들이 많아 봄에 놀러오는 사람이 많았다고 한다. 특히 앵두꽃이 아름답기로 유명하다.

## 같이 보기
- 송시열

## 참고 자료
- 우암 송시열 집터 - 국가유산청 국가유산포털